# Mullaitivu (district)

Situation du district de Mullaitivu.

Le district de Mullaitivu (tamoul : முல்லைத்தீவு மாவட்டம், singhalais : මුලතිවු  දිස්ත්‍රික්කය) est un des vingt-cinq districts du Sri Lanka. Il est un des districts de la province du Nord, dont le chef-lieu est la ville de Mullaitivu.

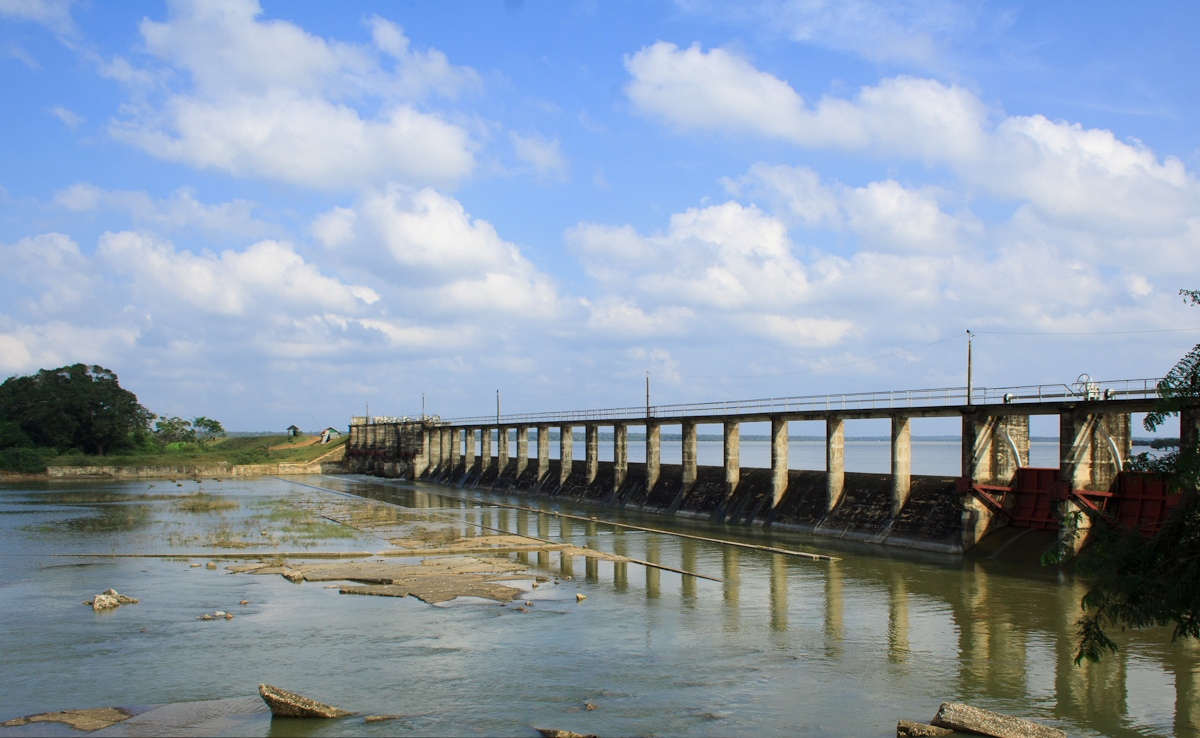
Réservoir d'Iranamadu